# Сніданок у Тіффані (фільм)
«Сніда́нок у „Ті́ффані“» (англ. Breakfast at Tiffany's) — американський кінофільм-мелодрама 1961 року з Одрі Гепберн і Джорджем Пеппардом у головних ролях, знятий кінокомпанією «Paramount Pictures». Сценарій написаний за мотивами однойменної повісті Трумена Капоте.
Фільм отримав кілька номінацій на премію «Оскар», перемігши в номінаціях «Найкраща музика до кінофільму» і «Найкраща пісня». Пісня «Moon River», яку виконує Гепберн у фільмі, часто називається[ким?] однією з найкращих[джерело?] пісень, що прозвучали в американських кінофільмах.
Наївна й ексцентрична Голлі Ґолайтлі стала одним з найвідоміших персонажів, як зіграних Одрі Гепберн, так і взагалі в історії кіно, хоча сама акторка вважала, що не підходить для цієї ролі. Гепберн було складно грати екстраверта, адже сама вона була інтровертом.

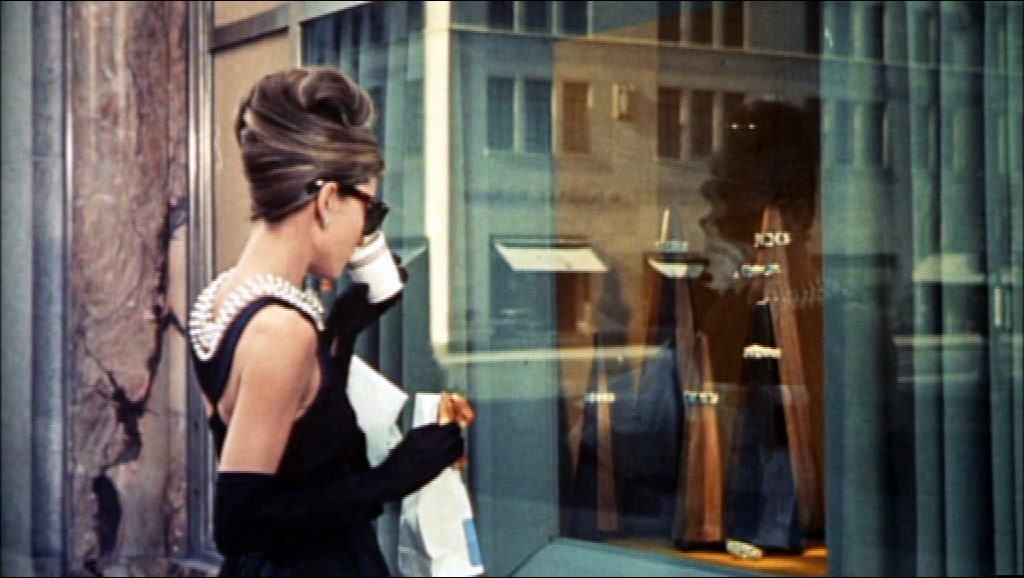

## Сюжет
Пол Варджак, письменник, який живе коштом багатої коханки, переїжджає на нову квартиру і знайомиться з сусідкою — Голлі Ґолайтлі, легковажною дівчиною, що марнує життя і мріє стати утриманкою багатого чоловіка. Вона плутає імена, зберігає телефон у валізі під ліжком, тікає з квартири через вікно й марить ювелірним магазином «Tiffany & Co.». Коли Голлі знайде місце, де їй буде так само затишно, як у «Tiffany & Co.», вона перестане тікати від життя та дасть ім'я своєму котові.

## У ролях
- Одрі Гепберн — Голлі Ґолайтлі
- Джордж Пеппард — Пол «Фред» Варджак
- Патріція Ніл — Емілі Юстес («Два I»)
- Бадді Ібсен — Док Ґолайтлі
- Мартін Болсам — О. Дж. Берман
- Оранджі — кіт
- Міккі Руні — пан Юніоші

## Нагороди та номінації
| Список нагород та номінацій | Список нагород та номінацій | Список нагород та номінацій            | Список нагород та номінацій                       | Список нагород та номінацій |
| Кінофестиваль/Кінопремія    | Рік                         | Категорія                              | Номінант(и)                                       | Результат                   |
| --------------------------- | --------------------------- | -------------------------------------- | ------------------------------------------------- | --------------------------- |
| Премія «Оскар»              | 1962                        | Найкраща жіноча роль                   | Одрі Гепберн                                      | Номінація                   |
| Премія «Оскар»              | 1962                        | Найкращий адаптований сценарій         | Джордж Ексельрод                                  | Номінація                   |
| Премія «Оскар»              | 1962                        | Найкраща робота художника-постановника | Гел Перейра, Роланд Андерсон, Сем Комер, Рей Моєр | Номінація                   |
| Премія «Оскар»              | 1962                        | Найкраща музика до фільму              | Генрі Манчіні                                     | Перемога                    |
| Премія «Оскар»              | 1962                        | Найкраща пісня до фільму               | Джонні Мерсер, Генрі Манчіні                      | Перемога                    |